# Shahjahanpur
Shahjahanpur es una ciudad y municipio situado en el distrito de Shahjahanpur en el estado de Uttar Pradesh (India). Su población es de 329736 habitantes (2011). 

## Demografía
Según el censo de 2011 la población de Shahjahanpur era de 329736 habitantes, de los cuales 173006 eran hombres y 156730 eran mujeres. Shahjahanpur tiene una tasa media de alfabetización del 67,25%, inferior a la media estatal del 67,68%: la alfabetización masculina es del 71,49%, y la alfabetización femenina del 62,59%.

## Clima
| Parámetros climáticos promedio de Shahjahanpur (1981–2010, extremes 1977–2012) | Parámetros climáticos promedio de Shahjahanpur (1981–2010, extremes 1977–2012) | Parámetros climáticos promedio de Shahjahanpur (1981–2010, extremes 1977–2012) | Parámetros climáticos promedio de Shahjahanpur (1981–2010, extremes 1977–2012) | Parámetros climáticos promedio de Shahjahanpur (1981–2010, extremes 1977–2012) | Parámetros climáticos promedio de Shahjahanpur (1981–2010, extremes 1977–2012) | Parámetros climáticos promedio de Shahjahanpur (1981–2010, extremes 1977–2012) | Parámetros climáticos promedio de Shahjahanpur (1981–2010, extremes 1977–2012) | Parámetros climáticos promedio de Shahjahanpur (1981–2010, extremes 1977–2012) | Parámetros climáticos promedio de Shahjahanpur (1981–2010, extremes 1977–2012) | Parámetros climáticos promedio de Shahjahanpur (1981–2010, extremes 1977–2012) | Parámetros climáticos promedio de Shahjahanpur (1981–2010, extremes 1977–2012) | Parámetros climáticos promedio de Shahjahanpur (1981–2010, extremes 1977–2012) | Parámetros climáticos promedio de Shahjahanpur (1981–2010, extremes 1977–2012) |
| Mes                                                                            | Ene.                                                                           | Feb.                                                                           | Mar.                                                                           | Abr.                                                                           | May.                                                                           | Jun.                                                                           | Jul.                                                                           | Ago.                                                                           | Sep.                                                                           | Oct.                                                                           | Nov.                                                                           | Dic.                                                                           | Anual                                                                          |
| ------------------------------------------------------------------------------ | ------------------------------------------------------------------------------ | ------------------------------------------------------------------------------ | ------------------------------------------------------------------------------ | ------------------------------------------------------------------------------ | ------------------------------------------------------------------------------ | ------------------------------------------------------------------------------ | ------------------------------------------------------------------------------ | ------------------------------------------------------------------------------ | ------------------------------------------------------------------------------ | ------------------------------------------------------------------------------ | ------------------------------------------------------------------------------ | ------------------------------------------------------------------------------ | ------------------------------------------------------------------------------ |
| Temp. máx. abs. (°C)                                                           | 28.3                                                                           | 32.8                                                                           | 38.8                                                                           | 43.4                                                                           | 45.0                                                                           | 46.2                                                                           | 43.2                                                                           | 39.5                                                                           | 37.5                                                                           | 37.4                                                                           | 33.5                                                                           | 28.7                                                                           | 46.2                                                                           |
| Temp. máx. media (°C)                                                          | 20.3                                                                           | 24.1                                                                           | 29.7                                                                           | 36.2                                                                           | 38.2                                                                           | 37.3                                                                           | 33.4                                                                           | 32.7                                                                           | 32.2                                                                           | 31.6                                                                           | 28.0                                                                           | 22.9                                                                           | 30.6                                                                           |
| Temp. mín. media (°C)                                                          | 7.1                                                                            | 9.9                                                                            | 14.1                                                                           | 19.5                                                                           | 23.9                                                                           | 25.8                                                                           | 25.7                                                                           | 25.4                                                                           | 23.8                                                                           | 18.0                                                                           | 11.8                                                                           | 8.0                                                                            | 17.7                                                                           |
| Temp. mín. abs. (°C)                                                           | 0.6                                                                            | 2.6                                                                            | 6.0                                                                            | 8.4                                                                            | 15.6                                                                           | 17.0                                                                           | 20.1                                                                           | 20.0                                                                           | 15.0                                                                           | 8.4                                                                            | 5.0                                                                            | 1.2                                                                            | 0.6                                                                            |
| Lluvias (mm)                                                                   | 14.6                                                                           | 21.6                                                                           | 9.8                                                                            | 11.6                                                                           | 30.2                                                                           | 133.1                                                                          | 289.3                                                                          | 239.9                                                                          | 198.0                                                                          | 38.2                                                                           | 2.7                                                                            | 10.9                                                                           | 999.9                                                                          |
| Días de lluvias (≥ 1 mm)                                                       | 1.1                                                                            | 1.6                                                                            | 1.1                                                                            | 1.2                                                                            | 1.9                                                                            | 5.2                                                                            | 11.0                                                                           | 11.3                                                                           | 8.0                                                                            | 1.3                                                                            | 0.3                                                                            | 0.8                                                                            | 44.9                                                                           |
| Humedad relativa (%)                                                           | 70                                                                             | 56                                                                             | 46                                                                             | 30                                                                             | 33                                                                             | 48                                                                             | 72                                                                             | 77                                                                             | 75                                                                             | 64                                                                             | 65                                                                             | 70                                                                             | 59                                                                             |
| Fuente: India Meteorological Department                                        |                                                                                |                                                                                |                                                                                |                                                                                |                                                                                |                                                                                |                                                                                |                                                                                |                                                                                |                                                                                |                                                                                |                                                                                |                                                                                |